# Sedum victorianum
Sedum victorianum är en fetbladsväxtart som beskrevs av Jansson. Sedum victorianum ingår i Fetknoppssläktet som ingår i familjen fetbladsväxter. Inga underarter finns listade i Catalogue of Life.